# NGC 3392
NGC 3392 este o galaxie activă situată în constelația Ursa Mare. A fost descoperită în 1791 de către William Herschel. Se află la o distanță de 55,46 de megaparseci de Pământ.